# Observació de Venus

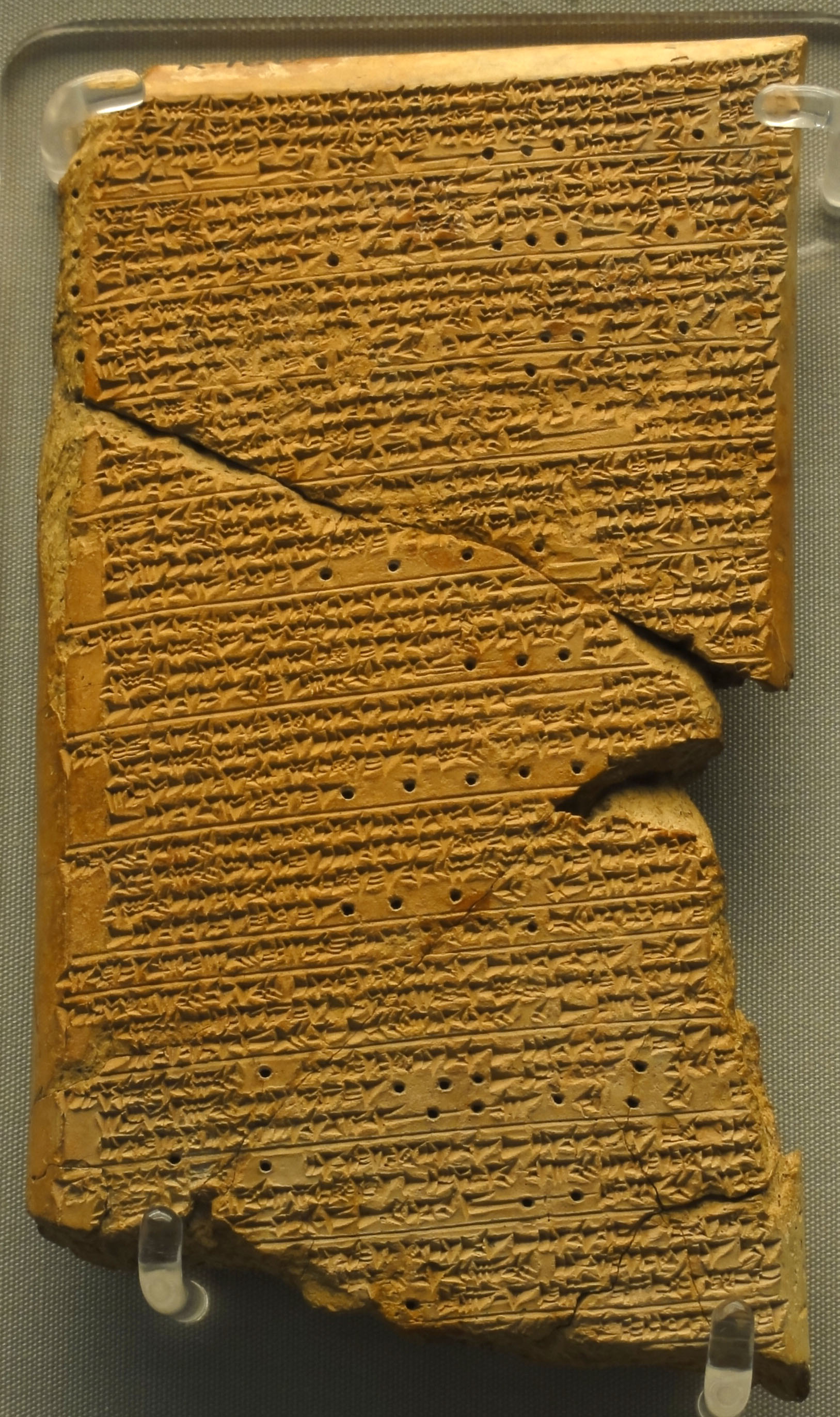
"Tauleta de Venus d'Ammisaduqa", tauleta cuneïforme amb pronòstics astrològics procedent del període neoassiri.

L'observació de Venus es remunta als principis de l'interès en les cultures humanes per l'esfera celeste. Venus és l'astre més característic en els cels del matí i de la tarda de la Terra (després del Sol i la Lluna), i és conegut per l'home des de la prehistòria.

## Observacions en l'Edat Antiga

### Àfrica
Igual que en el cas dels grecs i romans, també pels antics egipcis el planeta Venus eren dues entitats diferents:
l'astre matutí era denominat ‘estrella de Bennu-Osiris' durant les dinasties XIX i XX o Pencherduau (‘la casa del déu del matí’) durant el període grecoromà, i l'astre vespertí era anomenat Sebatuaty.
Venus era una manifestació del Ba (esperit) de Ra (déu solar), era la seva guia, simbolitzat per Bennu (l'Au Fènix), i representat com una garsa real, segons la cosmogonia de Heliòpolis.
Una de les primeres representacions de Venus en aquesta cultura es troba en el sostre astronòmic de la tomba de Senemut, datada cap a l'any 1473 aC, on apareix amb el jeroglífic de la garsa real, denominada ‘l'estrella que creua’.
Posteriorment s'identificaria amb el Ba de Shu. En l'Imperi Mitjà d'Egipte, Bennu també simbolitzava el Ba d'Osiris, sorgit al moment de la seva resurrecció.
Dins de la cosmogonia tradicional de la cultura Massai (actuals Kenya i part de Tanzània) el planeta Venus s'identifica amb el personatge mitològic Kileken.
A data d'avui, es desconeix el paper que va poder tenir Venus en el marc d'altres cultures i civilitzacions antigues i medievals africanes, com la Cultura Nok, el Gran Zimbàbue (Imperi Monomotapa) i unes altres.

### Amèrica

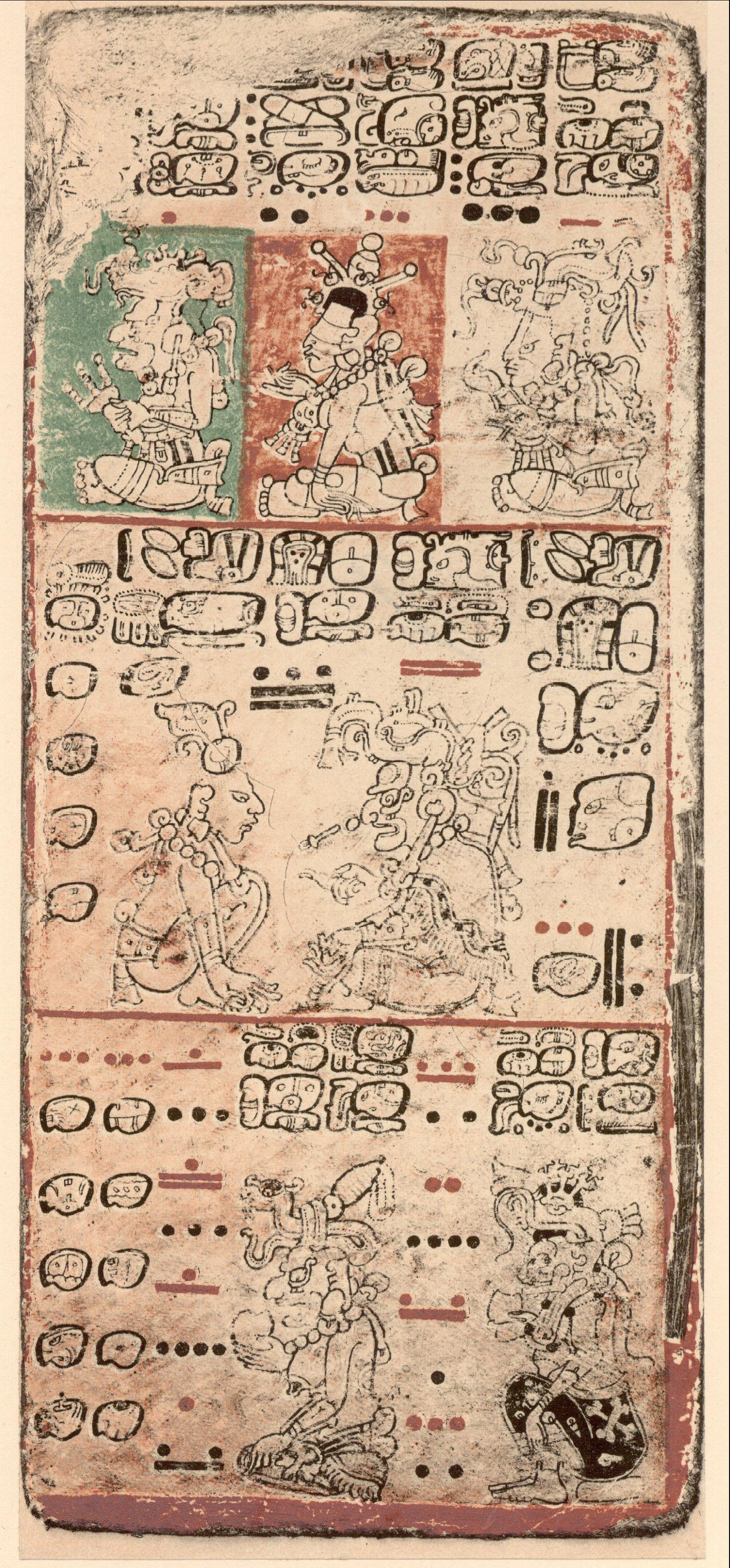
Dades sobre Venus en el còdex maia de Dresden.

L'observació del planeta Venus va tenir gran importància religiosa i social per a les diferents cultures i societats de la Centreamèrica precolombina.
Així, el déu d'origen tolteca/olmeca Quetzalcóatl està identificat entre els pobles de parla nàhuatl amb Venus sota el nom de Tlahuizcalpantecuhtli; Venus es va considerar com el més important dels cossos celestes observats pels maies, que ho van cridar de diverses maneres:
Noh Ek (‘gran estrella’),
Chac Ek (‘estrella vermell', encara que és celeste),
Sastal Ek (‘estrella brillant’) i
Xux Ek (‘estrella vespa’), amb el qual s'identificava a la deïtat Kukulkan, que en la seva advocació de déu del vent, Ehecatl, se simbolitza en construccions d'estructura circular com la Torre del Caragol de Chichén Itzá. És molt probable que nombroses construccions maies, com l'anomenat Temple de Venus o Edifici 22 de Copán, alguns edificis de la Zona Puuc i uns altres com el Temple de Kukulkán de Chichén Itzá anessin construïdes i dedicades a l'observació de Venus.
Possiblement se li va donar més importància fins i tot que al Sol. Els maies van estudiar atentament els moviments de Venus. Van pensar que les posicions de Venus i altres planetes tenien influència sobre la vida a la Terra, per la qual cosa els maies i unes altres cultures precolombines van programar les seves guerres i altres esdeveniments importants basant-se en les seves observacions. En el Còdex Dresden, dedicat íntegrament a Venus, els maies van incloure un almanac en el qual mostraven el cicle complet del planeta, en cinc grups de 584 dies cadascun (aproximadament vuit anys), 2920 dies, després dels quals es repetia l'esquema (Venus dona tretze voltes al voltant del Sol pràcticament en el mateix temps que la Terra triga a donar vuit).
A l'arribada dels espanyols, nombrosos cronistes van deixar constància de la importància de Venus per a les cultures centreamericanes, així Bernardino de Sahagún comentava que quan l'Estel Gran o Estel Antic apareixia en l'est, els asteques duien a terme sacrificis humans.
El castellanomanxec Diego de Landa també va deixar constància de la importància de Venus entre els maies.

### Àsia
Un dels documents més antics que sobreviuen de la biblioteca babilònica de Ashurbanipal, datat sobre el 1600 a. C., és un registre de 21 anys de l'aspecte de Venus (que els primers babilonis van cridar Nindaranna). Els antics sumeris i babilonis van cridar a Venus Dil-bat o Dil-i-pat; a la ciutat mesopotàmica de Akkad era l'estel de la mare-deessa Ishtar, i tant en la cultura xinesa com en les coreana, japonesa i vietnamita el seu nom és Jīn-xīng (金星), el planeta de l'element metall, d'acord amb la concepció cosmogònica oriental dels cinc elements, encara que també és la unió del masculí i el femení, el matrimoni entre l'espòs matutí Tai-po i la seva esposa vespertina, Nu Chien.
Tant la cultura caldea, com l'assíria i igual que la babilònica, sabien que ambdues aparicions de Venus en el cel (la matutina i la vespertina) corresponien a un sol astre, com demostra la traducció de la Tauleta de Venus d'Ammisaduqa, una tauleta babilònica del segle VII a. C. conservada en el Museu Britànic de Londres:
| « | El dia 25 del mes de Tamuz (juny), Venus va deixar de veure's en l'horitzó oest, desapareixent del firmament durant set dies. En el clarejar del dia 2 del mes Ab (juliol) va reaparèixer per l'orient. | » |

En el corpus tradicional astrològic-religiós de l'Índia, Venus és anomenat Shukra Graha (‘planeta de Shukra’; Shukra era el guru dels asures, que lluitaven contra els devas; en idioma sànscrit, śukra significa entre altres coses ‘semen', i ‘platejat [com el semen]’, del color del planeta Venus).

### Europa
Els antics grecs pensaven que les aparicions matutines i vespertines de Venus eren dos cossos diferents, i les van cridar Hésperus quan apareixia en el cel de l'oest al capvespre i Phósphorus quan apareixia en el cel de l'est a l'alba. Va ser Pitàgores qui primer va teoritzar sobre que tots dos objectes eren el mateix planeta; no obstant això, la seva idea no es va popularitzar.
D'igual manera, en el segle IV a. C., Heràclides Pòntic va proposar que tant Venus com Mercuri orbitaven el Sol en lloc d'orbitar la Terra, sent la seva hipòtesi totalment ignorada.
Els romans, hereus de la cultura astronòmica grega, anomenaven Llucifer al Venus del clarejar, i Vesper al del vesprejar, considerant-los, igual que els grecs, dos cossos diferents. Posteriorment es popularitzarien els termes alternatius Stella Matutina i Stella Vespertina.

### Oceania
Dins del dispers panorama cultural que conformen les illes de Austràlia, Micronèsia, Polinèsia i Melanèsia, la figura de Venus apareix representada de diferents formes, com en el cas de Barnumbir, deessa en la cultura yolngu a Terra d'Arnhem (Austràlia).

## Observacions a partir de l'Edat Mitjana

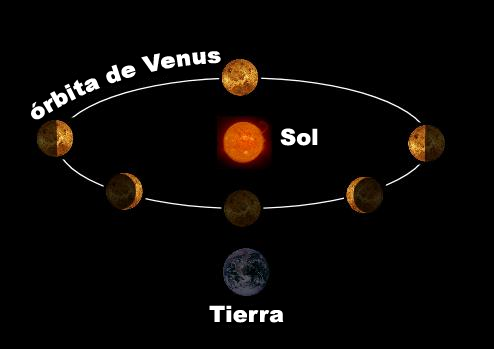
Fases de Venus observades des de la Terra.

Galileo Galilei va ser la primera persona a observar les fases de Venus al desembre de 1610, una observació que sostenia la llavors discutida teoria heliocèntrica de Copèrnic. També va anotar els canvis en la grandària del diàmetre visible de Venus en les seves diferents fases, suggerint que aquest es trobava més lluny de la Terra quan estava ple i més proper quan es trobava en fase creixent. Aquestes observacions van proporcionar una sòlida base al model heliocèntric.

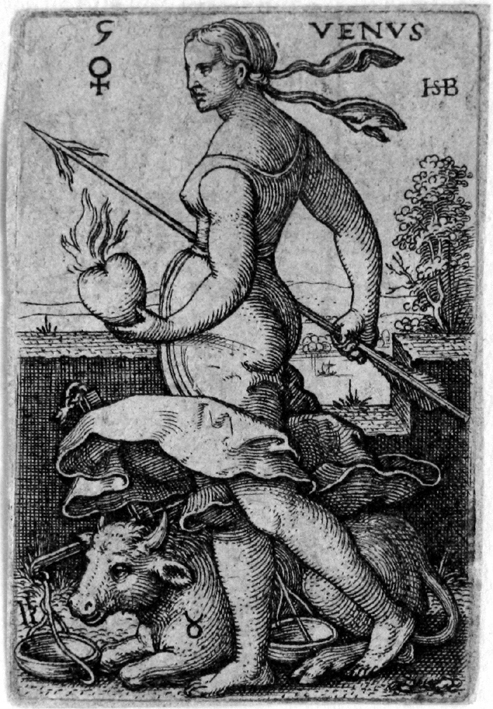
Al·legoria de Venus, de Sebald Beham,.

Venus és més brillant quan el 25% del seu disc (aproximadament) es troba il·luminat, la qual cosa ocorre 37 dies abans de la conjunció inferior (en el cel vespertí) i 37 dies després d'aquesta conjunció (en el cel matutí). La seva major elongació i altura sobre l'horitzó es produeix aproximadament 70 dies abans i després de la conjunció inferior, moment en el qual mostra just mitja fase; entre aquests intervals, Venus és visible durant les primeres o últimes hores del dia si l'observador sap on buscar-ho. El període de moviment retrògrad és de vint dies en cada costat de la conjunció inferior.
Els trànsits de Venus esdevenen quan el planeta creua directament entre la Terra i el Sol i són esdeveniments astronòmics relativament rars. La primera vegada que es va observar aquest trànsit astronòmic va ser el 1639 per Jeremiah Horrocks i William Crabtree. El trànsit de 1761, observat per Mikhaïl Lomonóssov, va proporcionar la primera evidència que Venus tenia una atmosfera, i les observacions de paral·laxi del segle xix durant els seus trànsits van permetre obtenir per primera vegada un càlcul precís de la distància entre la Terra i el Sol. Els trànsits només poden ocórrer al juny o desembre, sent aquests els moments en els quals Venus creua l'eclíptica (al plànol en el qual la Terra orbita al voltant del Sol), i succeeixen en parells a intervals de vuit anys, separats aquests parells de trànsits per més d'un segle. L'anterior parell de trànsits va succeir en 1874 i 1882, i el present parell de trànsits són els de 2004 i 2012.
En el segle xix, molts observadors van atribuir a Venus un període de rotació aproximat de 24 hores. L'astrònom italià Giovanni Schiaparelli va ser el primer a predir un període de rotació significativament menor, proposant que la rotació de Venus estava bloquejada pel Sol (el mateix que va proposar per a Mercuri). Encara que realment no és veritat per a cap dels dos cossos, era una estimació bastant aproximada. La gairebé ressonància entre la seva rotació i la major aproximació a la Terra va ajudar a crear aquesta impressió, ja que Venus sempre sembla donar la mateixa cara quan es troba en la millor posició per ser observat.
En 1950, Immanuil Velikovski va proposar que Venus era en realitat un cometa expulsat de la seva òrbita fins a l'actual l'any 1500 a. C. per Júpiter, tesi que actualment només cap en el marc de la pseudohistòria i la pseudociència.
El període de rotació de Venus va ser observat per primera vegada durant la conjunció de 1961 amb radar des d'una antena de 26 metres de Goldstone (Califòrnia), des de l'observatori de radioastronomia Jodrell Bank en el Regne Unit i en les instal·lacions de l'espai profund en Ievpatòria (antiga Unió Soviètica). La precisió va ser refinada en les següents conjuncions, principalment des de Goldstone i Ievpatòria. El fet que la rotació era retrògrada no va ser confirmada fins al 1964.
Abans de les observacions de radi dels anys seixanta, molts creien que Venus contenia un entorn com el de la Terra. Això era a causa de la grandària del planeta i la seva ràdio orbital, que suggerien clarament una situació semblant a la de la Terra, així com per la gruixuda capa de núvols que impedien veure la superfície. Entre les especulacions sobre Venus estaven les que aquest tenia un entorn selvàtic o que posseïa oceans de petroli o d'aigua carbonatada. No obstant això, les observacions mitjançant microones el 1956 per C. Mayer et al, indicaven una alta temperatura de la superfície (600 K). Estranyament, les observacions fetes per a. D. Kuzmin en la banda mil·limètrica indicaven temperatures molt més baixes. Dues teories en competició explicaven l'inusual espectre de ràdio: una d'elles suggeria que les altes temperatures s'originaven en la ionosfera i l'altra suggeria una superfície calenta.
Àdhuc en dates tan tardanes com 1969 es podien llegir en llibres espanyols de divulgació científica, òbviament no al tant de les últimes investigacions, afirmacions sobre el caràcter aquós de Venus:
| « | (...) Com els altres planetes, [Venus] gira també al voltant del seu eix, però no podem mesurar la durada del dia venusià (o la seva velocitat de rotació) per estar sempre completament embolicat per una espessa capa de núvols que impedeix veure la seva superfície, que pot ser terra ferma o, possiblement, un enorme oceà. | » |

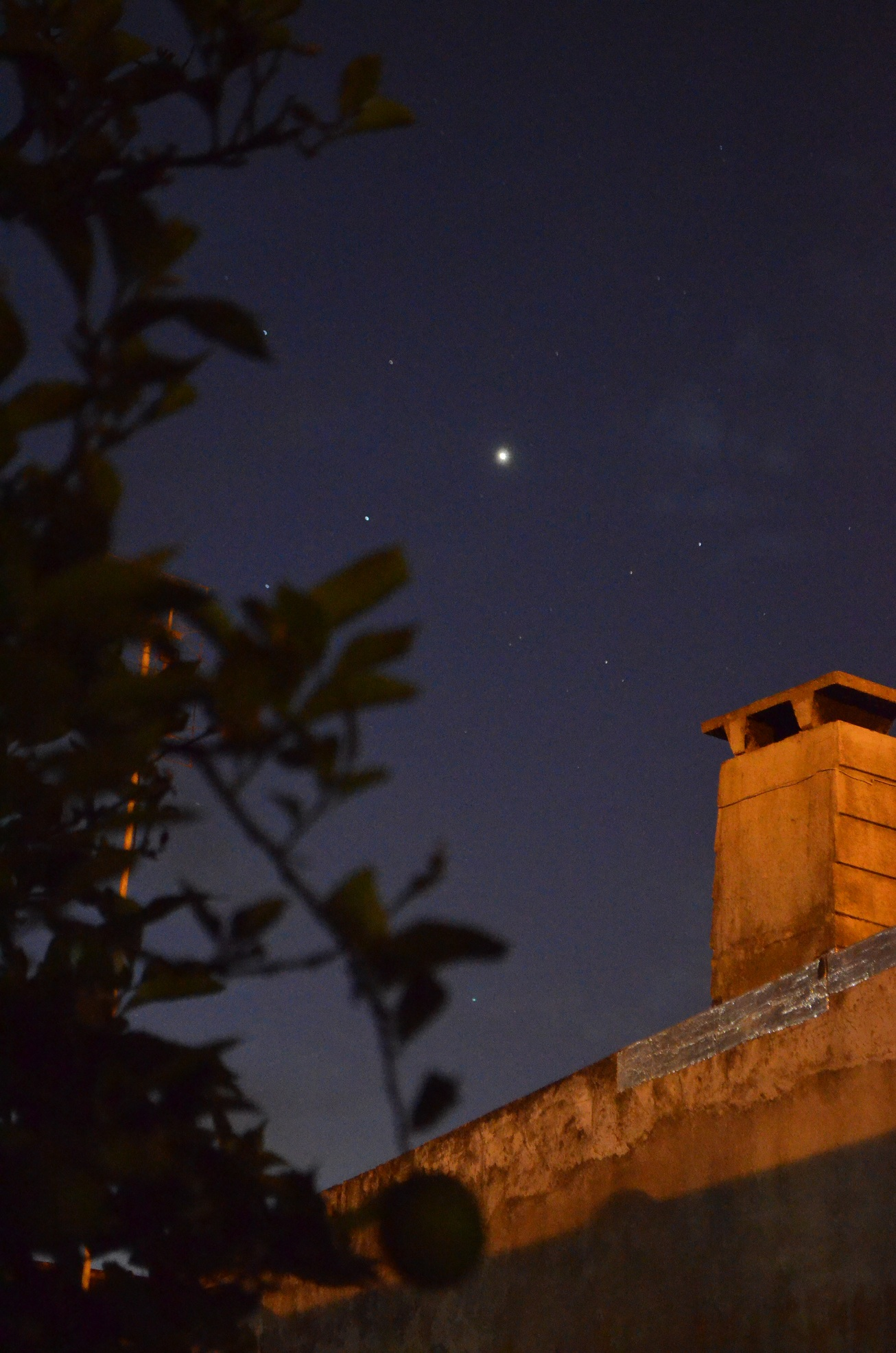
Venus sobre el cel de Mar del Plata, Argentina.

Venus pot veure's en el cel abans o després del clarejar. Això succeeix quan es troba proper a la seva màxima separació respecte a l'eclíptica i al mateix temps aquest troba en la conjunció inferior; llavors des d'un dels hemisferis terrestres es pot veure als dos moments. Aquesta oportunitat es va presentar recentment per als observadors de l'hemisferi nord durant uns dies sobre el 29 de març de 2001, i el mateix va succeir en l'hemisferi sud el 19 d'agost de 1999. Aquests esdeveniments de repeteixen cada vuit anys conforme al cicle sinòdic del planeta.